# Clyde L. Cowan

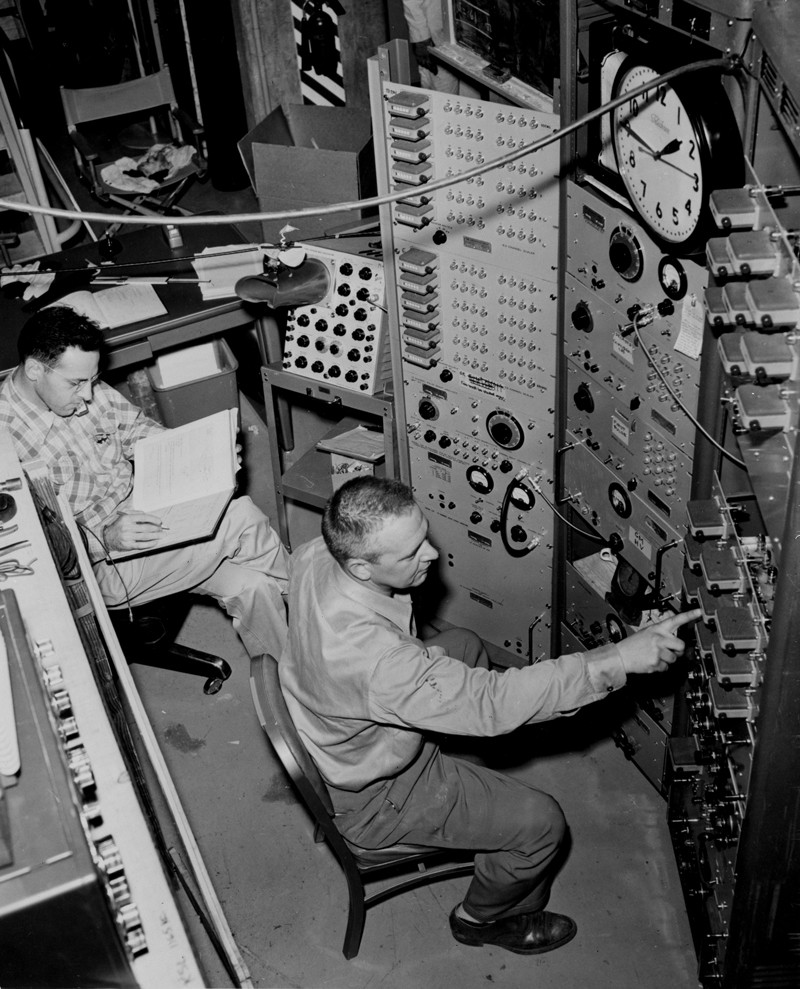
Clyde L. Cowan.

Clyde Lorrain Cowan Jr. (* 6. Dezember 1919 in Detroit, Michigan; † 24. Mai 1974 in Bethesda, Maryland) war ein US-amerikanischer Physiker.
An der Missouri School of Mines and Metallurgy in Rolla erwarb er als Chemieingenieur den Grad Bachelor of Science.
Von 1936 bis 1940 diente er als Reserveoffizier. 1941 beim Kriegseintritt der USA war er Unterleutnant und wechselte später zur 8. Einheit der Air Force unter Dwight D. Eisenhower in London. Er arbeitete mit der Royal Air Force als Verbindungsoffizier und kehrte 1945 nach Amerika zurück. 1946 verließ er den Militärdienst und besuchte die Washington University in St. Louis. Dort erhielt er 1949 den Master und den Doktorgrad.
Im Los Alamos National Laboratory traf er mit Frederick Reines zusammen. Ab 1951 arbeiteten beide zusammen an dem Problem, die Existenz von Neutrinos experimentell nachzuweisen. Sie schlossen das Projekt 1956 in der Nuklearanlage Savannah River Site mit dem Cowan-Reines-Neutrinoexperiment erfolgreich ab, für das Frederick Reines viel später, 1995, mit dem Physiknobelpreis geehrt wurde.
Später lehrte Clyde Cowan für ein Jahr als Physikprofessor an der George Washington University in Washington, D.C., bevor er an die dortige Katholische Universität von Amerika wechselte.
Ab 1943 war er mit der Engländerin Betty Eleanor Dunham verheiratet und hatte zehn Kinder, von denen sieben früh verstarben. Er starb am 24. Mai 1974 und liegt auf dem Nationalfriedhof Arlington begraben.
Sein Enkel James Riordon ist der Leiter für Medienangelegenheiten der American Physical Society und war verantwortlich für das Konzept des Projektes Einstein@home.

## Publikationen
- Frederick Reines & Clyde L. Cowan: The Neutrino, Nature 178, 446 (1956).